# Résolution 117 du Conseil de sécurité des Nations unies
Membres permanents
- Chine (Taïwan)
- États-Unis
- France
- Royaume-Uni
- URSS

Membres non permanents
- Australie
- Belgique
- Cuba
- Iran
- Pérou
- Yougoslavie

Résolution no 116 Résolution no 118
La résolution 117 du Conseil de sécurité des Nations unies est une résolution du Conseil de sécurité des Nations unies adoptée le 6 septembre 1956.
Cette résolution, la septième de l'année 1956, relative à la Cour internationale de justice, constatant le décès du juge Hsu Mo survenu le 28 juin 1956, décide qu'il sera procédé à une élection en vue de son remplacement lors de la onzième session de l'assemblée générale.
La résolution a été adoptée.

## Texte
- Résolution 117 sur fr.wikisource.org
- Résolution 117 sur en.wikisource.org